# Рыцарский роман
Это статья о жанре. О фильме см. Рыцарский роман (фильм)

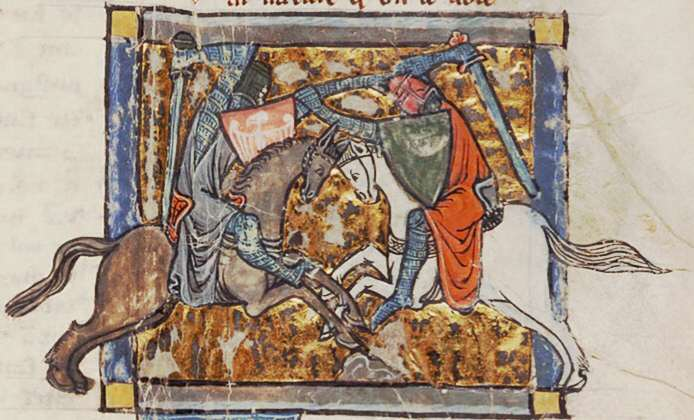
Ивэйн сражается с Гавейном. Средневековая миниатюра из иллюминированной рукописи романа Кретьена де Труа «Ивэйн, или Рыцарь со львом».

Ры́царский рома́н (фр. romanz) — повествовательный жанр европейской средневековой литературы; вид средневековой эпической поэзии, развившейся одновременно с рыцарством в Англии, Германии и Франции (написан попарно рифмующимся восьмисложником, впервые примененным в англо-нормандских хрониках). Называется также «куртуазный роман». Рыцарский роман, в целом, знаменует начало осознанного художественного вымысла и индивидуального творчества. Он составляет вершину средневековой повествовательной литературы. «Роман воплощает мечту о счастье, ощущение силы, волю к победе над злом. Именно в этом, вне всякого сомнения, состояла его первичная социальная функция: она на многие века пережила условия, которые вызвали её к жизни».

Сами средневековые французы понимали термин «роман» широко, включая переложения разнообразных героических и любовных историй на «романском», то есть старофранцузском языке, но не на темы французской национальной истории. Таким образом, «роман» противостоял, с одной стороны, литературе на латинском языке, включая и латинские источники античного цикла, а с другой — французскому героическому эпосу, жестам, «песням о подвигах»:

«Такова жеста о бретонцах и о поколениях баронов, что были потомками Брута и долго владели Англией. В год от рождества Господа нашего и Спасителя тысяча сто пятьдесят пятый закончил мэтр Вас этот роман» (заключительные слова романа Васа «Брут»).

Рыцарский роман охотно прибегает к атмосфере сказочности и прямому использованию сказочных мотивов и фантастики. Он равнодушен к национальному прошлому и резко порывает с французской исторической тематикой.

## Происхождение
Роман появляется у англо-нормандских клириков в 1120—1130 годы и уже затем (после 1140—1150 годов) на континенте. Первые манифестации романа возникают на стыке двух традиций: традиции chanson de geste и традиции историографии — более древней, школьного происхождения.

### Chanson de geste
Chanson de geste и «роман» существовали бок о бок на протяжении почти столетия, между 1170 и 1250 годами, различаясь по своей социальной функции. Эпопея воспевает коллективное деяние, роман повествует об индивидуальном приключении; эпический универсум, моральный и состязательный, резко отличается от романного универсума, основанного на эстетических ценностях.
При этом «Роман об Александре» Альберика из Безансона (ок. 1130) сложен лессами из восьмисложных стихов, что сближает её с ранним эпосом; но её лессы очень короткие и рифмованные. Стиль основан на формульной технике. «Роллон» Васа по ряду формульных особенностей восходит к эпосу, прежде всего в повествовании о правлении Вильгельма Завоевателя; точно так же восходит к ним и «Роман о Фивах». Эти следы эпической формы сохраняются у Жеффрея Гаймара и в «Бруте» Васа.
Новаторство романа состоит прежде всего в тематике.

### Историография
Мысль изложить на народном наречии и вне песенного ритуала, то есть в некотором роде десакрализованным образом, события коллективного прошлого, идентифицируемые как таковые, возникла у некоторых клириков не ранее середины XII века. В это время при дворах Англии и Западной Франции можно было одновременно услышать чтение анонимного «Романа о Фивах» и «Истории Англов» Джофрея Гаймара. Генрих II Плантагенет примерно в 1175 году повелел Бенуа де Сент-Мору закончить хронику герцогов Нормандских, потому что восхищался его «Романом о Трое»; вряд ли король, отдавая повеление, ощущал различие в конечной цели обоих произведений. Ритмическая форма у обоих «жанров» одинакова — восьмисложник с парными рифмами, но соотношение между ними почти не изменилось и в XIII веке, с появлением прозы.
Историографическое повествование отличается от повествования романного лишь на уровне общей композиции: и «романные», и «исторические» эпизоды или серии эпизодов выполняют в тексте одну и ту же функцию, соединяются по одним и тем же правилам, в них используются одни и те же словесные приемы; эта ситуация сохраняется по меньшей мере до конца XIII века, но Фруассар в своих «Хрониках» ещё не вполне избавился от романной модели и даже открыто на неё опирается.

### Агиография
Схожи с романом непесенные агиографические повествования, древнейшим примером которых служит рассказ англо-нормандского клирика Бенедикта о путешествии святого Брендана в загробный мир (ок. 1120 года). В ряде случаев это сходство приводит к такой неоднозначности, что для удобства исследования агиографический рассказ безоговорочно относят к числу «романов» — как, например, «Вильгельма Английского», атрибутируемого обычно Кретьену де Труа.

### Античный роман
Влияние античного романа на средневековый роман проблематично. Греческий роман, обогащенный элементами восточной сказки и христианского апокрифа, мог оказать некоторое воздействие на идиллические романы о Флуаре и Бланшефлор и об Окассене и Николетт (но пути такого влияния пока совершенно неясны).

### Фольклор
При всем разнообразии сюжетных и жанровых истоков рыцарского романа очевидно значение сказки и сказочности. Материал эпоса и легенды используется романом преимущественно после их сказочной обработки или сказочной интерпретации, которая в какой-то мере коррелирует (но не сводится к ней) и со стихией авантюрности. Во французском куртуазном романе прощупывается прежде всего волшебно-героическая сказка. Сказка взаимодействовала с рыцарским романом очень широко и являлась тем каналом, по которому роман вообще взаимодействовал с фольклором и народной культурой. Собственно мифологические мотивы также в основном проникали в роман через сказку, как волшебную, так и героическую, то есть «богатырскую». Например, через кельтскую богатырскую сказку древне-кельтская мифология проникла во французский куртуазный роман и ярко окрасила его рыцарскую фантастику.
Архетипическому обнажению глубинных мифологем способствует смешение и переплетение нескольких мифологических традиций, не только кельтской, но и античной, гностической, алхимической в сопоставлении с христианскими апокрифами и христианской ортодоксией. Путём такого синтеза, в частности, создается вся мифология Грааля.

## Поэтика
Важным элементом романной структуры являются описания, построенные по правилам риторики. Через описания осуществляется связь романа с латинской традицией. Их повествовательная функция в том, чтобы создать визуальный эффект; иногда результатом этого является ненамеренный «эффект реальности». Романное описание обычно имеет кумулятивный, перечислительный характер. Оно строится на соположении деталей, наделенных качественными признаками, но без указания на их объём и пропорции. Отсюда — впечатление пресловутой «наивности», возникающее у современного читателя.
Со второй трети XII века, по мере того как складывалась форма романа, романное действие все чаще обозначается специальным словом: «авантюра», приключение (фр. aventure). Авантюра — это определённое правило повествования: испытание, занимающее своё место в ряду других испытаний и позволяющее «герою» продвигаться к состоянию столь образцового совершенства, что оно само по себе позволяет восстановить нарушенный общественный порядок. Авантюра увязана с последовательностью событий, отнесенных ко времени вымышленной истории. Авантюра развивается во времени (история), в пространстве (путешествие) и в сознании. Во второй половине XIII века действие романа составляет череда мужественных, но безнадежных поступков, служение любой ценой тому делу, которое герой считает достойным; авантюра обозначает уже не неведомое событие, но неуверенность в исходе.
Прозаизация романа начинается с переложения в прозе уже существующих стихотворных романов. Первым эта участь постигла, по-видимому, «Иосифа Аримафейского» Робера де Борона — сочинение, проповедническое по замыслу и где история Грааля выполняет функцию, приближающуюся к апологу. Прозаические фразы в точности соответствуют стихам: они лишаются ритма и рифмы, но сохраняют в более или менее нетронутом виде свой лексический, синтаксический, риторический аппарат. Как ни ограничен новаторский характер «Иосифа», он имеет принципиальное значение. Отныне стихотворные романы конца XII века превращаются в сокровищницу, из которой ещё и в XVI веке черпают материал авторы романов прозаических. Действующие лица, мотивы, связки перенимаются, перелагаются, подгоняются по размерам прозы. При этом количественная связь стиха оказалась разорвана, и тенденция к циклизации, существовавшая латентно, сразу же выходит на передний план: в 1225—1250 годы возникают обширные циклы — так называемый «Ланселот-Грааль», «псевдо-Борон» или «Тристан в прозе».
Для поздних романов характерно введение в рассказ, как стихотворный, так и прозаический, лирических песен. Читатель почти наверняка пел эти тексты; до нас дошло примерно три десятка романов и других повествовательных текстов с подобной музыкальной «начинкой».
Вплоть до XV века ни один роман не черпает своего содержания из жизненного опыта: оно всегда берется из самой поэзии. Эрих Ауэрбах указывал на отсутствие подлинного стремления к характерности у средневекового романа: рассказ в нём закреплен на постоянном стилистическом уровне. Вымысел в средневековом романе имеет мало общего с тем, что будет преобладать в позднейших рассказах. Он обращен на самое себя и не стремится отразить что-либо, кроме собственных механизмов.
Главный план романа — это повествовательный план непредсказуемого, он служит основой повествования и целиком определяет его структуру. Именно поэтому авторы романов постоянно обращались ко всевозможным источникам невероятного в области тематики и даже стиля; отсюда их страсть ко всему экзотическому и загадочному: Востоку, Бретани, традиции бестиариев, барочно — прихотливым повестям эпохи Восточной Римской империи — всей той мешанине «массовой культуры», которая в XII веке начинает распространяться по дворам мелкопоместных сеньоров и по городам; это неисчерпаемый кладезь образов и изобразительных фрагментов, и из него черпают неустанно, неустанно обновляя романный дискурс. Именно отсюда и в этих рамках в текст романа попадает ряд схем, которые современные медиевисты определили как мифологические.

## Мифологизм
Из средневекового романа «вычитываются» такие мифологемы, как добывание магических объектов и предметов культуры в ином мире, похищение женщин в силу экзогамии, священный брак с богиней земли, календарные мифы, тесно связанные с новогодними ритуалами, борьба героев — носителей сил космоса с демоническими силами хаоса, мифологема царя-жреца, от сил которого зависят плодородие и богатство страны, инициационные мифы и ритуалы, включая интронизацию короля, и многие другие. Особенно существенными для рыцарского романа оказались мифологемы, так или иначе соотносимые с любовью или формированием личности. Все эти мифологемы выступают в романной «мифологии» в сильно преображенном виде.
Сильно преобразована знаменитая фрэзеровская мифологема «царя-жреца», использованная во французском романе о Граале (старый Король-рыбак ранен в половую сферу, в результате чего должно наступить бесплодие страны; ритуальные вопросы Персеваля и его сострадание должны привести к излечению больного царя и замене его молодым Персевалем); то же в реликтовой форме в «Тристане и Изольде». На старой архетипической основе (брак с хозяйкой страны или богиней плодородия, любовь-смерть, инцест родоначальников и т. д.) и с использованием религиозной образности (растворение верующего в божестве) разрабатывается новая романическая «мифология любви». Многоступенчатая инициация героя в «Персевале» приобретает в какой-то мере характер «романа воспитания».
Переход от кельтской мифологической и героической сказки к французскому, а затем и немецкому рыцарскому роману явно сопровождается нейтрализацией мифологического фона: хтонические демоны превращаются в «чёрных» и «красных» рыцарей, обижающих сирот и одиноких женщин; хозяйки местностей и водных источников становятся владелицами замков, сиды (феи) — капризными и обольстительными девицами, привратники преисподней — уродливыми пастухами, странными калеками или карликами, райский остров женщин превращается в замок чудес, а культурные герои-полубоги — в идеальных рыцарей короля Артура. Но демифологизация в Артуровых романах является далеко не полной, так как старые мифологические образы не превращаются в голую орнаментальную оболочку, а сохраняют архетипическую основу, которая, однако, подвергается чисто художественному варьированию и новому метафорическому развитию.
Каков бы ни был путь, которым эти архаические повествовательные фрагменты дошли до французских романистов, те использовали их в своих собственных целях, имея в виду внутренние потребности своего рассказа.

## Циклы
Поэт Жан Бодель в конце XII века так определил три основных поэтических цикла своего времени:

 Есть лишь три темы, без которых никто не обойдётся: о Франции, о Бретани и о великом Риме Оригинальный текст (фр.) Ne sont que III matières à nul homme atandant, De France et de Bretaigne, et de Rome la grant. .
Здесь перечислены каролингский цикл героического эпоса (chansons de geste) и два цикла рыцарского романа: артуровский и античный. Впрочем, в эту классификацию не входят знаменитые «идиллические» любовные романы («Флуар и Бланшефлор», «Окассен и Николетта»), крайне неуверенно относимые к «византийскому» циклу, а также более поздние «реалистические» романы на современную тематику (Жан Ренар и др.).

### Бретонский цикл

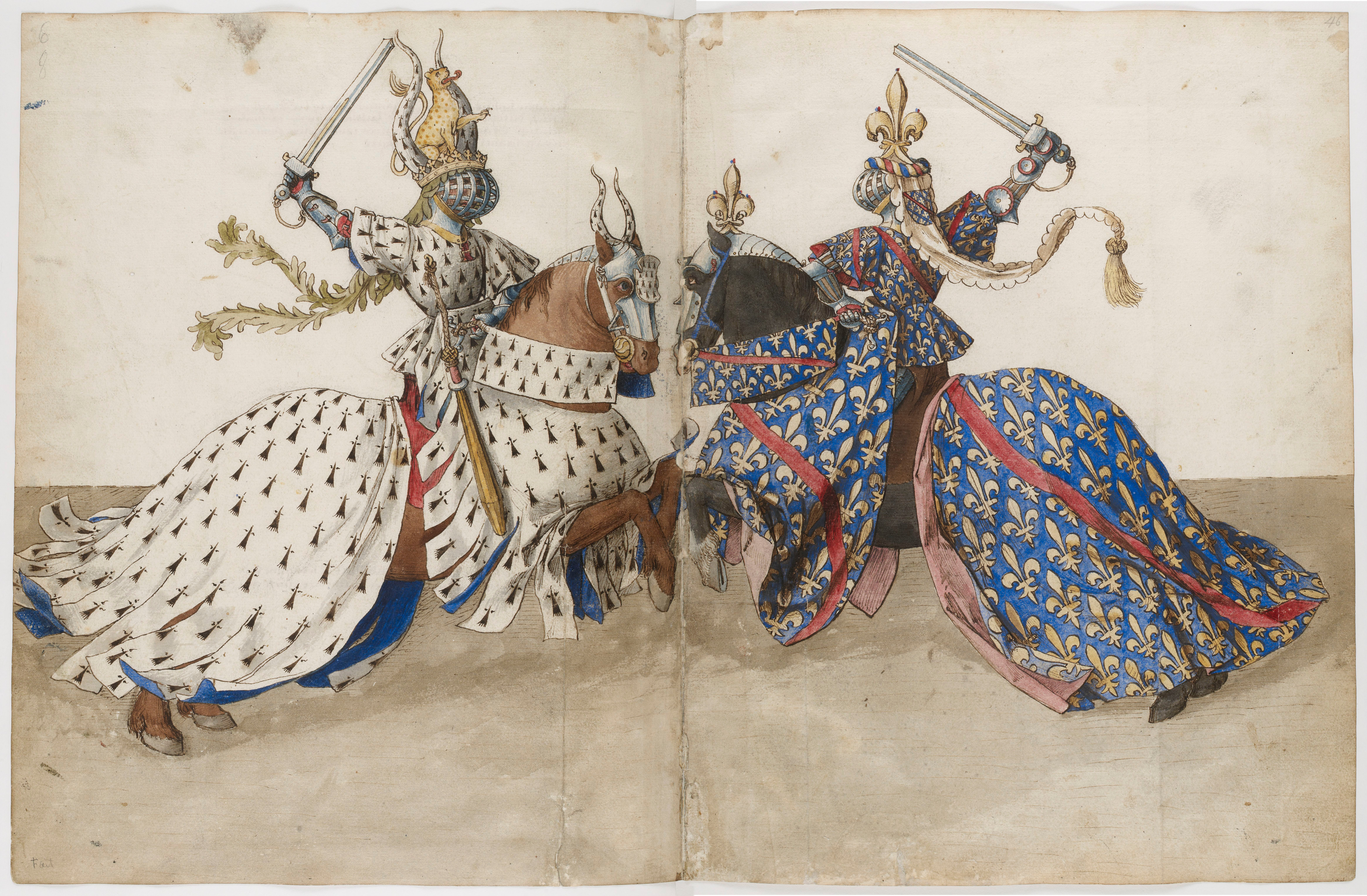
Герцоги Бретани и Бурбона сражаются на турнире. Иллюстрация из «Книги Турниров» Рене Анжуйского. Национальная библиотека Франции.

Бретонский цикл, знаменующий расцвет французского средневекового романа, был подготовлен латинской хроникой валлийца Гальфрида Монмутского «История королей Британии» (1136) и её стихотворным переложением на французский язык, сделанным англо-нормандским трувером Васом («Брут», 1155), а «Брут» Васа, в свою очередь, стал источником англосаксонского «Брута» Лайамона (1203); было создано и валлийское переложение. В этих книгах разработана легенда о короле Артуре и его рыцарях, ставшая рамкой для большинства романов бретонской тематики. Бретонские романы имеют глубокие корни в устной и письменной литературе кельтов.
Двор Артура лишен национально-патриотической окраски и мыслится как космополитический центр образцового рыцарства. Сами рыцари совершают героические подвиги уже не во имя «сладкой Франции» и христианской веры и не ради феодальных интересов. Рыцари отрываются от своих феодов и сеньориально-вассальных отношений и пускаются в странствие во имя своих идеалов и личной славы, для защиты слабых и несправедливо обиженных, по просьбе и для защиты чести прекрасных дам.
Главный плод бретонского цикла — это романы о Тристане и Изольде, представленные так называемой «общей» версией Беруля (1191) и «куртуазной» — Томаса, другого англо-нормандского поэта (между 1170 и 1190 годами, может быть, 1172 год), а также романы великого средневекового поэта Кретьена де Труа, творившего в Шампани и связанного с двором Марии Французской, дочери Алиеноры Аквитанской. Перу Кретьена принадлежат пять романов: «Эрек и Энида» (ок. 1170 года), «Клижес» (ок. 1175 г.), «Ивейн, или Рыцарь со львом», «Ланселот, или Рыцарь Телеги» (между 1176 и 1181 годами) и «Персеваль, или Повесть о Граале» (между 1181 и 1191 годами). У Кретьена появилось множество имитаторов, создавших десятки романов, тематически примыкающих к артуровскому циклу: Рауль де Уденк, Рено де Божё и др. В XIII веке в Шампани и Бургундии те же сюжеты бретонского цикла перекладываются в виде прозаических романов и обширных компилятивных сводов этих романов («Вульгата»).
Христианские легенды вызвали к жизни знаменитые стихотворные романы Робера де Борона (XII век).
С традицией рыцарского романа связан средневековый стихотворный аллегорический эпос типа «Романа о Розе» и его подражания.
В самом начале XIII в. возник цикл, называемый обычно «циклом Персеваля» или «циклом псевдо-Борона». Полагают, что это была транспозиция в прозу стихотворной трилогии Робера де Борона. «Цикл Персеваля» складывается из трех романов — «Иосиф Аримафейский», «Мерлин» и «Персеваль» (его обычно называют «Дидо-Персевалем», так как один из списков романа принадлежал в XIX в. известному издателю и коллекционеру А.-Ф. Дидо). Вскоре после «цикла Персеваля», по крайней мере до 1230 г., был создан автономный роман «Перлесваус» (или «Перлесво», то есть «Персеваль»). С XIII век прозаический рыцарский роман начинает доминировать, и разрабатывается техника прозаического авантюрного повествования большого масштаба. «Проблемность» Кретьена воспринимается как необходимая предпосылка интерпретации рыцарского подвига, но главный интерес переносится именно на приключенческое начало. Кроме того, развертывается процесс широкой компиляции и циклизации источников. Его итогом являются такие своды, как французская «Вульгата» («Ланселот-Грааль»), созданный под его влиянием «Роман о Тристане и Изольде» и английский компендиум «Смерть Артура» Мэлори (XV в.), из которого черпали сведения о «веке рыцарей» последующие поколения. Эпигонский рыцарский роман широко распространился по всей Европе. Его последний художественный взлет — испанские романы XIV—XVI веков об Амадисе Гальском, Пальмерине Английском и т. п., ставшие непосредственным объектом пародирования в «Дон Кихоте» Сервантеса.

#### Англия
Первоначально романы и во Франции, и в Англии создавались на французском языке, но в XIII—XIV веках был написан ряд стихотворных романов и на английском языке (например, знаменитый «Сэр Гавейн и Зелёный Рыцарь»).

#### Германия
Некоторые исследователи относят к рыцарским романам латинскую поэму XI века «Руодлиб», рукописи которой обнаружены в собраниях монастырей Тегернзее и Св. Флориана в Баварии. В конце XII — начале XIII в. расцветает жанр рыцарского романа (на средневерхненемецком языке) на основе творческих переложений французских романов: «Энеида» Хейнрика фон Фелдеке (1170—1180), «Тристан и Изольда» в версиях Эйльхарта фон Оберге (около 1170 г.) и Готфрида Страсбургского (начало XIII века), «Эрек» и «Ивейн» Хартманна фон Ауэ (1190—1200), «Парцифаль» Вольфрама фон Эшенбаха (начало XIII века). От французских романов они отличались углубленной разработкой нравственно-религиозной проблематики.

#### Испания
В Испании до XVI века рыцарский роман не получил развития, в XIV веке известен лишь один оригинальный роман — «Рыцарь Сифар» (ок. 1300), в XV веке появились (в Каталонии) «Куриал и Гвельфа» (ок. 1435—1462) и знаменитый «Тирант Белый» Жоанота Мартуреля.
Расцвет рыцарского романа в Испании приходится на первую половину XVI века. В 1508 году вышел «Амадис Гальский» Монтальво, в 1510 — «Деяния Эспландиана» того же автора, в 1511 — анонимный «Пальмерин де Оливия», в 1562 — «Зерцало рыцарей и государей». Всего в Испании после «Амадиса» создано около пятидесяти рыцарских романов, последние два из которых появились в 1602 году.
Испанский рыцарский роман жестоко критиковался как с позиций ортодоксального католического благочестия (хотя никогда не попадал под официальные церковные интердикции), так и представителями ренессансной гуманистической учености (Хуан Луис Вивес, Диего Грасиан, Педро Мехиа, Антонио де Гевара). Но на популярность романа эти оценки нимало не влияли. Известно, что до своего обращения и Тереза Авильская, величайшая из мистиков ренессансной эпохи, и Игнатий Лойола, основатель ордена иезуитов, зачитывались рыцарскими романами. Святая Тереза вообще, как без наркотика, дня не могла прожить без нового романа. Обращение Лойолы прямо связывается с переменой чтения, случившейся во время его болезни (а военизированность ордена считается свидетельством того, что знакомство с романами не прошло даром).

#### Италия
В Италии первые памятники рыцарского романа написаны на французском (бретонский цикл) и франко-венетском (каролингский цикл) языках. Первый вклад Италии в артуровский цикл — «Пророчества Мерлина», написанные неизвестным венецианцем ок. 1274—1279 гг., заключающие профетическое содержание в повествовательную рамку. В те же годы Рустикелло из Пизы составляет свою обширную компиляцию артуровских романов, дошедшую до нас в поздних переработках. В XIV век оба цикла успешно адаптировались к итальянскому языку, но при этом артуровский роман писался прежде всего прозой (в стихотворной форме сохранились лишь «кантари» Антонио Пуччи), произведения каролингского цикла существуют одновременно в стихах и в прозе («Буово д’Антона», «Аспрамонт», «Испания» (в прозе — «Испанские Деяния»), «Ринальдо»). Несколько «Тристанов» («риккардианский», «венецианский», «корсинианский»), «Круглый стол» (также роман о Тристане), «История Мерлина» Паолино Пьери — таковы итальянские изводы. Однако бретонский цикл не был принят более утонченной литературной средой (известна суровая оценка Петрарки). В каролингском эпическом фонде венецианских поэтов привлекают не собственно эпические, а скорее сказочные сюжеты («Бев д’Антон», «Берта Большеногая», «Карлето», «Берта, Милон и Роландин», «Макарио»). Оригинальный итальянский вклад — «Вступление в Испанию», поэма, написанная ок. 1320 года безымянным падуанцем, и её продолжение — «Взятие Памплоны»,— созданное немногими годами позже неким Никколо из Вероны. Заметную роль во «Взятии Памплоны» играет ломбардский король Дезидерий, на первый план выдвигается Астольф (его французский прототип Эсту совершенно терялся среди прочих многочисленных персонажей).
XIV — середина XV века — время расцвета народного рыцарского эпоса в Италии. Центральная фигура для этого этапа в истории итальянского эпоса — писавший прозой флорентинец Андреа да Барберино, ещё не литератор, но уже не кантасторий.

#### Эпоха Возрождения
Гуманистическую версию рыцарского стихотворного романа (на основе смешения «каролингских» и «бретонских» сказаний), эстетизированную и одновременно ироническую, создали в Италии (Феррара) Боярдо и Ариосто. К феррарской поэме, к аллегорическому эпосу и к самому рыцарскому роману восходит и английская «Королева фей» Спенсера. Рядом с аристократической, «феррарской» линией обработки французских сюжетов существовала и плебейская, откровенно пародийная, буффонная. Это прежде всего «Морганте» Пульчи — поэма, оказавшая влияние на «Гаргантюа и Пантагрюэля» Рабле. У Пульчи и особенно у Рабле мы находим именно «карнавально-пародийную» интерпретацию народных книг (Рабле) или пересказов кантасториев (Пульчи), представлявших уже демократизованный вариант романического эпоса. Но произведения Пульчи и Рабле, пародирующие и «карнавализирующие» рыцарский эпос, сами уже не принадлежат к нему.

#### Известные романы бретонского цикла
- «Роман о Бруте» (Вас, 1155)
- «Эрек и Энида» (Кретьен де Труа, ок. 1170)
- «Тристан и Изольда» (Эйльхарт фон Оберге, ок. 1170)
- «Клижес» (Кретьен де Труа, ок. 1175)
- «Ивэйн, или Рыцарь со львом» (Кретьен де Труа, 1176—1181)
- «Ланселот, или Рыцарь телеги» (Кретьен де Труа, 1176—1181)
- «Персеваль, или Повесть о Граале» (Кретьен де Труа, 1181—1191)
- «Тристан и Изольда» (Томас Британский, 1170—1190)
- «Тристан и Изольда» (Беруль, 1191)
- «Эрек» (Гартман фон Ауэ, 1190—1200)
- «Ивейн» (Гартман фон Ауэ, 1190—1200)
- «Прекрасный Незнакомец» (Рено де Божё, ок. 1200)
- «Тристан и Изольда» (Готфрид Страсбургский, нач. XIII века)
- «Парцифаль» (Вольфрам фон Эшенбах, нач. XIII века)
- «Брут» (Лайамон, 1203)
- «Роман о Граале» (Робер де Борон, 1190—1210)
- Первое продолжение «Персеваля» (анонимное, начало XIII века)
- Второе продолжение «Персеваля» (Вошье де Денэн, нач. XIII века)
- «Отмщение за Рагиделя» (Рауль де Удан, нач. XIII века)
- «Мерожис де Портлегез» (Рауль де Удан, нач. XIII века)
- Продолжение «Персеваля» (Жерберт де Монтрей, ок. 1230)
- Продолжение «Персеваля» (Манессье, ок. 1230)
- «Продолжение Мерлина» (анонимный, 1230—1240)
- «Гибельный погост» (анонимный, середина XIII века)
- «Рыцарь со шпагой» (анонимный, XIII век)
- «Идер» (анонимный, XIII век)
- «Дурмарт Валлийский» (анонимный, XIII век)
- «Бланкандин и Гордая в любви» (анонимный, XIII век)
- «Адамас и Идуана» (анонимный, XIII век)
- «Фергюс» (Гильом Леклерк, ок. 1225)
- «Мул без узды» (Пайен де Мезьер, XIII век)
- «Дидо-Персеваль» (начало XIII века)
- «Перлесваус» (начало XIII века)
- «Ланселот-Грааль» (1210—1230)
- «Роман о Тристане» (ок. 1230)
- «Чудеса в Ригомере» (анонимный, последняя треть XIII века)
- «Эрек» (начало XIV века)
- «Сэр Гавейн и Зеленый Рыцарь» (анонимный, ок. 1400)
- «Смерть Артура» (Томас Мэлори, 1469—1470)
- «Тристан» (Пьер Сала, нач. XVI в.)

### Античный цикл
Для классической формы средневекового романа не имели решающего значения ни античное влияние в виде римского эпоса, ни латинские переработки некоторых греческих эпических и квазиисторических традиций. Это влияние породило так называемый «античный цикл», составляющий только предварительную фазу французского куртуазного романа. «Роман об Александре» представляет собой обработку латинского переложения Псевдо-Каллисфена, «Роман о Трое» восходит к латинской обработке греческих сказаний Дарета и Диктиса, «Роман о Фивах» — к «Фиваиде» Стация, а «Роман об Энее» — к «Энеиде» Вергилия (предполагается, что последняя триада была создана при дворе Генриха II и его жены, знаменитой Элеоноры Аквитанской). В этих произведениях чувствуется и влияние Овидия, особенно как автора «Науки любви». Параллельно были созданы и небольшие повести на сюжеты Овидия о Нарциссе, о Пираме и Фисбе. Таким образом, в то время как античный роман почти не использовал собственно эпическую традицию и рано эмансипировался от квазиисторических повествований, средневековый французский роман отчасти пошёл по линии романизации античного эпоса. При этом обращение к античному эпосу коррелировало с отталкиванием от своего собственного, национального эпоса. В любовных эпизодах римского эпоса французских средневековых авторов привлекало изображение трагической страсти, которое очень занимало первых куртуазных повествователей и было характерным для раннего этапа развития куртуазного романа
Сюда же примыкает «Роман о семи римских мудрецах».
«Роман о Трое» Бенуа де Сент-Мора (XII век), не имеющий ничего общего с Илиадой, произвёл громадное впечатление на проникнутое рыцарскими идеалами общество и вполне подошёл к его вкусам, что доказывается переводами и переделками его, появившимися в Германии и Италии, позднее — в Польше и Сербии, а через их посредство — и в старой Руси.
То же самое мы видим в другом романе античного цикла — об Александре Македонском, авторами которого были Ламберт-ле-Торт и Александр де Берне; в этом обширном стихотворном романе, изображающем фантастические приключения, героем которых будто бы был Александр Великий, знаменитый завоеватель всецело проникнут рыцарским духом, обнаруживает благородство души, чисто христианские добродетели, галантность по отношению к женщинам. Образование, будто бы им полученное в юности, совпадает с тем, которое в средние века считалось обязательным для человека из высшего круга. Но влюбленным рыцарем в провансальском вкусе он всё-таки не изображался. Сказания об Александре привлекали широким географическим диапазоном его походов и экзотикой виданных им стран (его завоевания воспринимались в известном смысле как прообраз крестовых походов), размахом дерзаний.
Произведения античного цикла можно называть романами только условно, с большой натяжкой. Это подготовительная, вступительная, синкретическая (ещё включающая квазиисторический элемент) стадия французского средневекового романа.
Прозаические переработки романов античного цикла в XIII веке все больше подчиняют легендарный материал историографическим задачам. Эти книги утрачивали романные черты, превращаясь в беллетризованную историю.

### Византийский роман
В Византии в XII век после почти тысячелетнего перерыва произошло как бы возрождение греческого любовного романа (Евмафий Макремволит, Феодор Продром, Никита Евгениан, Константин Манассия), а в XII—XIV вв. создался уже рыцарский роман, близкий к народной традиции и к франко-германскому типу. Однако даже в романе XII в., прямо ориентированном на подражание Ахиллу Татию и Гелиодору, чувствуются средневековые инновации: античная мифология в рамках христианской культуры выступила в сугубо архетипической функции манифестации «жизни сердца», над сюжетом внешних перипетий возвысилось риторическое описание или лирическое выражение душевной жизни героя. Кроме того, в «Исминии и Исмине» Евмафия подчинение героя власти Эрота противопоставлено его роли как вестника празднеств в честь Зевса. Подобная конфронтация личного чувства и социальных обязанностей характерна для романа средних веков.

### Византийский цикл
Связи с Византией ещё до её взятия крестоносцами поддерживались в германских землях и в примыкающих к ним частях Франции. В медиевистике даже имеет хождение представление о «византийском цикле» французского средневекового романа. Влияние византийской литературы и «византийских мотивов» чувствуется, например, в «идиллических» романах о Флуаре и Бланшефлор (70-е годы XII века), об Окассене и Николет (начало XIII в.) или в романах несколько иного типа — «Ипомедоне» и «Протесилае», принадлежащих перу Гуона де Ротеланда (80-е годы XII века). В отношении французского романа «Флуар и Бланшефлор» стоит ещё упомянуть о том, что этот роман, использующий некоторые греко-византийские мотивы, был, в свою очередь, впоследствии (XV век) обработан на греческом языке и стал одним из последних византийских рыцарских романов.
Византийская тема (само действие отчасти происходит в Византии) и некоторые византийские мотивы (в частности, напоминающие апокрифические сказания о Соломоне и Морольфе), правда в эклектическом переплетении с элементами собственно античного цикла и бретонского цикла, обнаруживаются и в одном из ранних романов Кретьена де Труа — «Клижесе». В Византии происходит действие романа Готье из Арраса «Ираклий».
В общем и целом то, что условно обозначается как византийский цикл французского куртуазного романа, составляет практически его периферию.
- «Окассен и Николетта» (анонимный, начало XIII века)

### «Реалистический» роман
Под этим условным обозначением объединяются произведения, действие которых отнесено к современности, развивается в реальной европейской географии, избегает всякой фантастики.
- «Галеран Бретонский» (Жан Ренар, ок. 1195)
- «Коршун» (Жан Ренар, ок. 1200)
- «Роман о Розе, или Гильом из Доля» (Жан Ренар, ок. 1210)
- «Роман о графе Пуатье» (анонимный, нач. XIII века)
- «Роман о Фиалке или о Жераре Неверском» (Жерберт де Монтрей, нач. XIII века)
- «Дочь графа Понтьё» (анонимный, середина XIII века)

### Поздний стихотворный роман
Романы второй половины XIII-начала XIV веков, большинство из которых принадлежит к так называемому «трагическому» направлению.
- «Безрукая» (Филипп де Реми)
- «Жеган и Блонда» (Филипп де Реми)
- «Клеомадес» (Адене ле Руа)
- «Роберт Дьявол» (анонимный, XIII век)
- «Ги из Варвика» (анонимный, сер. XIII века)
- «Роман о графе Анжуйском» (Жан Майар, 1316)
- «Роман о кастеляне из Куси» (Жакмес, 1270-е)
- «Кастелянша из Вержи» (анонимный, 1270—1280-е)
- «Турнир в Шованси» (Жак Бретель, 1285)
- «Роман о Хеме» (Сарразин, 1278)

### Поздний прозаический роман
- «Прекрасная Магелона» (анонимный, ок. 1438)
- «Маленький Жан из Сантре» (Антуан де ла Саль, 1456)
- «Роман о Жане Парижанине» (анонимный, ок. 1494)

## Исторический роман, близкий к рыцарскому

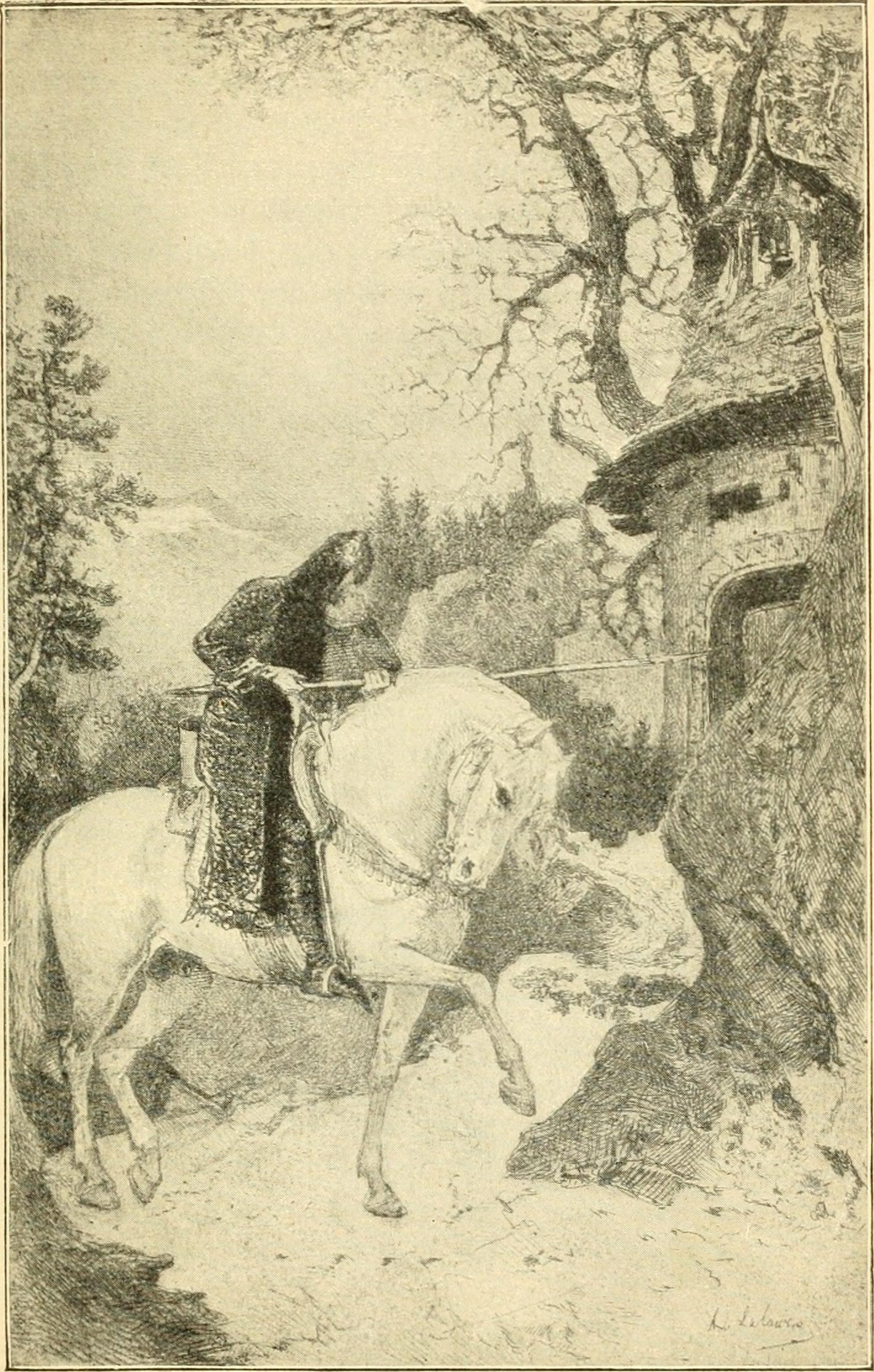
Иллюстрация к роману Вальтера Скотта "Айвенго" (1905 год).

Исторические произведения классиков романтизма, в частности английского (конца XVIII века — конца XIX века), обычно с романтической или любовной составляющей.
- «Сэр Найджел», «Белый отряд» (Артур Конан Дойль)
- «Крестоносцы», «Пан Володыевский» (Генрик Сенкевич)
- «Айвенго», «Квентин Дорвард» (Вальтер Скотт)
- «Чёрная стрела» (Роберт Льюис Стивенсон)

## Пародияна рыцарский роман
В пародийных произведениях высмеиваются идеалы средних веков и традиции рыцарства, зачастую с точки зрения понятия технический прогресс. «Дон Кихот» Мигеля де Сервантеса в момент своего создания также являлся пародией на рыцарский роман.
- «Рыцарь Пламенеющего Пестика» (Фрэнсис Бомонт)
- «Янки из Коннектикута при дворе короля Артура» (Марк Твен)
- «Крестовый поход в небеса» (Пол Уильям Андерсон)